# Mạc Tử Thiêm
 (avril 2019).
Si vous disposez d'ouvrages ou d'articles de référence ou si vous connaissez des sites web de qualité traitant du thème abordé ici, merci de compléter l'article en donnant les références utiles à sa vérifiabilité et en les liant à la section « Notes et références ».
Mạc Tử Thiêm (鄚子添, ?-1809) est un mandarin de la dynastie Nguyễn, dirigeant du Hà Tiên de 1800 à 1809. Il est le fils de Mạc Thiên Tứ.